# The Tour Championship
The Tour Championship, parfois aussi orthographé sous The TOUR Championship, était traditionnellement le tournoi final du PGA Tour. Depuis 2007, il est le tournoi final de la FedEx Cup. À l'exception des tournois de 2008 et 2009.
Il se déroulait de manière alternée entre les parcours Champions Golf Club de Houston, Texas et du East Lake Golf Club d'Atlanta, Géorgie. Depuis 2004, il se déroule uniquement sur ce dernier parcours.
Le tournoi regroupait, jusqu'en 2006, les trente meilleurs à la Money List du PGA Tour. En raison de ce faible nombre de concurrent, le tournoi ne présente pas de Cut à l'issue du deuxième tour. Depuis 2007, il est toujours ouvert à trente golfeurs, mais ce sont les trente premiers classés de la FedEx Cup.
Le vainqueur du tournoi se voit également offrir une exemption de trois ans sur le PGA Tour.

## Palmarès
| Année                                          | Vainqueur            | Nationalité          | Score                | Écart                | Bourse ($)           |
| Nabisco Championship                           | Nabisco Championship | Nabisco Championship | Nabisco Championship | Nabisco Championship | Nabisco Championship |
| ---------------------------------------------- | -------------------- | -------------------- | -------------------- | -------------------- | -------------------- |
| 1987                                           | Tom Watson           | États-Unis           | 268 (−12)            | 2 coups              | 360 000              |
| 1988                                           | Curtis Strange       | États-Unis           | 279 (−9)             | Playoffs             | 360 000              |
| 1989                                           | Tom Kite             | États-Unis           | 276 (−8)             | Playoffs             | 450 000              |
| 1990                                           | Jodie Mudd           | États-Unis           | 273 (−11)            | Playoffs             | 450 000              |
| The Tour Championship (presented by Coca-Cola) |                      |                      |                      |                      |                      |
| 1991                                           | Craig Stadler        | États-Unis           | 277 (−7)             | Playoffs             | 360 000              |
| 1992                                           | Paul Azinger         | États-Unis           | 276 (−8)             | 3 coups              | 360 000              |
| 1993                                           | Jim Gallagher, Jr.   | États-Unis           | 277 (−7)             | 1 coup               | 540 000              |
| 1994                                           | Mark McCumber        | États-Unis           | 274 (−10)            | Playoffs             | 540 000              |
| 1995                                           | Billy Mayfair        | États-Unis           | 280 (E)              | 3 coups              | 540 000              |
| 1996                                           | Tom Lehman           | États-Unis           | 268 (−12)            | 6 coups              | 540 000              |
| 1997                                           | David Duval          | États-Unis           | 273 (−11)            | 1 coup               | 720 000              |
| 1998                                           | Hal Sutton           | États-Unis           | 274 (−6)             | Playoffs             | 720 000              |
| 1999                                           | Tiger Woods          | États-Unis           | 269 (−15)            | 4 coups              | 900 000              |
| 2000                                           | Phil Mickelson       | États-Unis           | 267 (−13)            | 2 coups              | 900 000              |
| 2001                                           | Mike Weir            | Canada               | 270 (−14)            | 1 coup               | 900 000              |
| 2002                                           | Vijay Singh          | Fidji                | 268 (−12)            | 2 coups              | 900 000              |
| 2003                                           | Chad Campbell        | États-Unis           | 268 (−16)            | 3 coups              | 1 080 000            |
| 2004                                           | Retief Goosen        | Afrique du Sud       | 269 (−11)            | 4 coups              | 1 080 000            |
| 2005                                           | Bart Bryant          | États-Unis           | 263 (−17)            | 6 coups              | 1 170 000            |
| 2006                                           | Adam Scott           | Australie            | 269 (−11)            | 3 coups              | 1 170 000            |
| 2007                                           | Tiger Woods (2)      | États-Unis           | 257 (−23)            | 8 coups              | 1 260 000            |
| 2008                                           | Camilo Villegas      | Colombie             | 273 (−7)             | Playoffs             | 1 260 000            |
| 2009                                           | Phil Mickelson (2)   | États-Unis           | 271 (−9)             | 3 coups              | 1 350 000            |
| 2010                                           | Jim Furyk            | États-Unis           | 272 (−8)             | 1 coup               | 1 350 000            |
| Tour Championship                              |                      |                      |                      |                      |                      |
| 2011                                           | Bill Haas            | États-Unis           | 272 (−8)             | Playoffs             | 1 440 000            |
| 2012                                           | Brandt Snedeker      | États-Unis           | 270 (−10)            | 3 coups              | 1 440 000            |
| 2013                                           | Henrik Stenson       | Suède                | 267 (−13)            | 3 coups              | 1 440 000            |
| 2014                                           | Billy Horschel       | États-Unis           | 269 (−11)            | 3 coups              | 1 440 000            |
| 2015                                           | Jordan Spieth        | États-Unis           | 271 (−9)             | 4 coups              | 1 485 000            |
| 2016                                           | Rory McIlroy         | Irlande du Nord      | 268 (−12)            | Playoffs             | 1 530 000            |
| 2017                                           | Xander Schauffele    | États-Unis           | 268 (−12)            | 1 coup               | 1 575 000            |
| 2018                                           | Tiger Woods (3)      | États-Unis           | 269 (−11)            | 2 coups              | 1 620 000            |
| 2019                                           | Rory McIlroy (2)     | Irlande du Nord      | −18 (−5)             | 4 coups              | 15 000 000           |
| 2020                                           | Dustin Johnson       | États-Unis           | −21 (−10)            | 3 coups              | 15 000 000           |
| 2021                                           | Patrick Cantlay      | États-Unis           | −21 (−10)            | 1 coup               | 15 000 000           |
| 2022                                           | Rory McIlroy (3)     | Irlande du Nord      | −21 (−4)             | 1 coup               | 18 000 000           |
| 2023                                           | Viktor Hovland       | Norvège              | -27 (-8)             | 5 coups              | 18 000 000           |
| 2024                                           | Scott Scheffler      | États-Unis           | -30 (-10)            | 4 coups              | 25 000 000           |